# Carl Mortensen
Carl Lauritz Mortensen (* 2. März 1919 in Oslo; † 1. November 2005 ebenda) war ein norwegischer Segler.

## Erfolge
Carl Mortensen, der für den Kongelig Norsk Seilforening segelte, nahm 1952 an den Olympischen Spielen in Helsinki in der 6-Meter-Klasse teil. Er war Crewmitglied der Elisabeth X unter Skipper Finn Ferner, die die Regatta auf dem zweiten Platz beendete. Mit 4648 Gesamtpunkten platzierten sie sich hinter den Olympiasiegern auf der Llanoria aus den Vereinigten Staaten um Skipper Herman Whiton und vor dem finnischen Boot Ralia  von Skipper Ernst Westerlund. Mortensen und Ferner erhielten somit wie die übrigen Crewmitglieder Tor Arneberg, Johan Ferner und Erik Heiberg die Silbermedaille.